# Ruby Rose
Ruby Rose Langenheim (Melbourne, Victoria; 20 de marzo de 1986) es una modelo, DJ, artista de grabación, actriz, presentadora de televisión y ex-VJ de MTV australiana. Rose surgió en la atención de los medios como una presentadora de MTV Australia, seguido de varios trabajos temporales de modelo de alto perfil, sobre todo como la cara de Maybelline en Australia. Además de su carrera como modelo, ha coorganizado varios programas de televisión, como Australia's Next Top Model y The Project en Network Ten.
Rose comenzó su carrera en la actuación a partir de 2008, con su debut en la película australiana Suite for fleur. En 2012, tuvo un pequeño papel en el drama Around the Block. Tal vez sus papeles más reconocidos internacionalmente han sido en la serie de televisión Orange Is the New Black como Stella Carlin y en la película Pitch Perfect 3. Aunque su vida personal a veces eclipsa su carrera de actuación y modelaje, se ha granjeado elogios por su trabajo en series y películas.
El 7 de agosto de 2018, se anunció que Rose protagonizaría la serie de Batwoman en la cadena The CW. Sin embargo, el 19 de mayo de 2020 anunció que dejaría la serie.

## Primeros años
Rose nació en Melbourne. Su madre, Katia Langenheim, artista de profesión, la tuvo a los 20 años de edad, y ella la describe como uno de sus modelos a seguir. Siendo una niña se mudó con frecuencia, viviendo en zonas rurales de Victoria, en Tasmania y en Surfers Paradise, antes de asentarse finalmente en Melbourne. Como adolescente, asistió a la University High School y al Footscray City College. Ruby es la ahijada del boxeador Lionel Rose, indígena de Australia, y la bisnieta de Alec Campbell, soldado australiano y último superviviente de la Batalla de Gallipoli.

## Vida personal

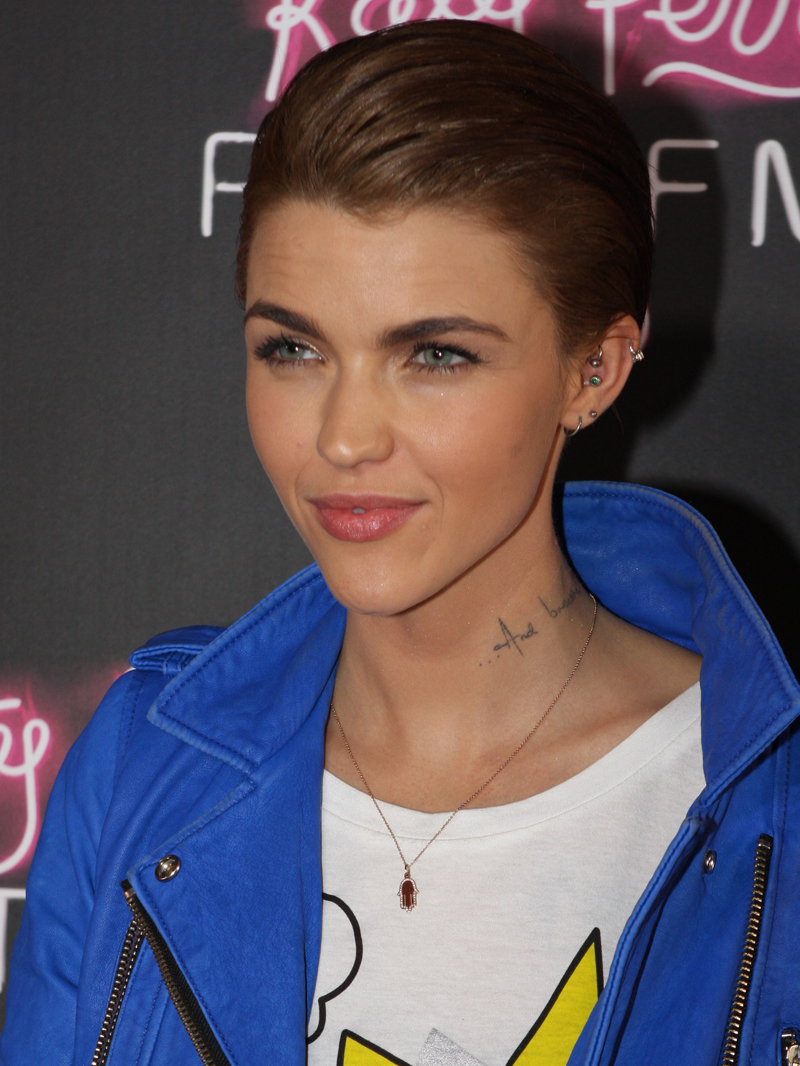
Ruby Rose en 2012

A causa de su orientación sexual, sufrió insultos verbales y abuso físico por parte de sus compañeros de clase. Durante dos años mantuvo una relación con Phoebe Dahl, y llegaron a comprometerse en marzo de 2015, pero rompieron con el compromiso en diciembre de ese mismo año. Después, empezó una relación con Harley Gusman, pero la apretada agenda de las dos hizo imposible la relación, lo que llevó a la ruptura. Para el lanzamiento de la canción On Your Side, de The Veronicas, Ruby se reencuentra con su expareja Jessica Origliasso, integrante del dúo con su hermana gemela, la cual hace que regenere su amor. Ruby y Jessica estuvieron juntas hasta su ruptura en abril de 2018.

## Filmografía

### Cine
| Año  | Título                           | Papel                      | Notas          |
| ---- | -------------------------------- | -------------------------- | -------------- |
| 2013 | Around the Block                 | Hanna                      | Rol principal  |
| 2014 | Break Free                       | Ella misma                 | Cortometraje   |
| 2016 | Sheep’n’Wolves                   | Blanca                     | Voz            |
| 2017 | John Wick 2                      | Ares                       | Rol principal  |
| 2017 | xXx: Return of Xander Cage       | Adele                      | Rol principal  |
| 2017 | Resident Evil: The Final Chapter | Abigail                    | Rol principal  |
| 2017 | Pitch Perfect 3                  | Calamity                   | Rol secundario |
| 2018 | Megalodón                        | Jaxx Herd                  | Rol principal  |
| 2020 | The Doorman                      | Alexandra "Ali" Gorski     | Rol principal  |
| 2020 | Cranston academy: monster school | Elizabeth "Liz" Fitzgerald | voz            |
| 2021 | SAS: Red Notice                  | Grace Lewis                | Rol principal  |
| 2021 | Vanquish                         | Victoria                   | Rol principal  |
| 2021 | The Yacht                        | Bella Denton               |                |
| 2023 | The Collective                   | Daisy                      | Rol principal  |

### Televisión
| Año       | Título                        | Papel              | Notas                             |
| --------- | ----------------------------- | ------------------ | --------------------------------- |
| 2007–2011 | MTV Australia                 | Ella misma         | MTV VJ                            |
| 2008      | Good News Week                | Ella misma         | Invitada                          |
| 2009      | Talkin' 'Bout Your Generation | Ella misma         | Invitada                          |
| 2009–2010 | 20 to 1                       | Ella misma         | 2 episodios                       |
| 2009      | Rove                          | Ella misma         | Invitada                          |
| 2009      | Australia's Next Top Model    | Ella misma         | Juez invitada/coanfitriona        |
| 2009      | MTV Australia Awards 2009     | Ella misma         | Anfitriona (en la alfombra roja)  |
| 2009–2011 | The Project                   | Ella misma         | Coanfitriona                      |
| 2010      | Ultimate School Musical       | Ella misma         | Anfitriona                        |
| 2010      | 52nd Logies Awards            | Ella misma         | Anfitriona (en la alfombra roja)  |
| 2010      | Vancouver Winter Olympics     | Ella misma         | Anfitriona                        |
| 2013      | Mr & Mrs Murder               | Ruby Rose          | Invitada; temporada 1, episodio 1 |
| 2015-2016 | Orange Is the New Black       | Stella Carlin      | Rol principal; temporada 3 y 4    |
| 2015      | Dark Matter                   | Wendy              | Invitada; temporada 1, episodio 7 |
| 2015      | Conan                         | Ella misma         | Invitada                          |
| 2015      | MTV Europe Music Awards       | Ella misma         | Coanfitriona                      |
| 2018–2019 | The Flash                     | Kate Kane/Batwoman | 2 episodios                       |
| 2018–2020 | Arrow                         | Kate Kane/Batwoman | 2 episodios                       |
| 2018–2019 | Supergirl                     | Kate Kane/Batwoman | 2 episodios                       |
| 2019–2020 | Batwoman                      | Kate Kane/Batwoman | Protagonista, 20 episodios        |
| 2020      | DC's Legends of Tomorrow      | Kate Kane/Batwoman | Temporada 5, episodio 1           |

## Premios y nominaciones
| Año  | Asociación           | Categoría                                                  | Obra nominada           | Resultado | Referencia |
| ---- | -------------------- | ---------------------------------------------------------- | ----------------------- | --------- | ---------- |
| 2009 | ASTRA Awards         | Personalidad femenina favorita                             | Ella misma              | Ganadora  | [ 7 ]      |
| 2015 | GQ Australia         | La mujer del año                                           | Ella misma              | Ganadora  | [ 8 ]      |
| 2016 | Sindicato de Actores | Mejor Interpretación de un Reparto en una Serie de Comedia | Orange Is the New Black | Ganadora  |            |
| 2016 | British LGBT Awards  | Celebridad del año                                         | Ella misma              | Ganadora  | [ 9 ]      |

## Vídeos musicales
| Año  | Título          | Artista             | Notas               |
| ---- | --------------- | ------------------- | ------------------- |
| 2013 | Guilty Pleasure | Gary Go y Ruby Rose | Colaboración        |
| 2014 | Break Free      | Ruby Rose           | Aparición principal |
| 2016 | On Your Side    | The Veronicas       | Aparición principal |
| 2020 | Yo Visto Así    | Bad Bunny           | Aparición extra     |